# 千郷町
千郷町（ちさとちょう）は、愛知県名古屋市中区の地名。

## 歴史

### 沿革
- 1942年（昭和17年）2月1日 - 西裏町2丁目および千種町字五反田・千種区千種町字五反田の各一部により、中区千郷町として成立[1]。
- 1944年（昭和19年）2月11日 - 栄区成立に伴い、同区千郷町となる[1]。
- 1945年（昭和20年）11月3日 - 栄区廃止に伴い、中区千郷町となる[1]。
- 1977年（昭和52年）10月23日 - 一部が新栄三丁目に編入される[2]。
- 1979年（昭和54年）5月5日 - 一部が新栄三丁目に編入される[2]。
- 1981年（昭和56年）9月13日 - 新栄三丁目に全域が編入され、消滅[2]。

## 交通

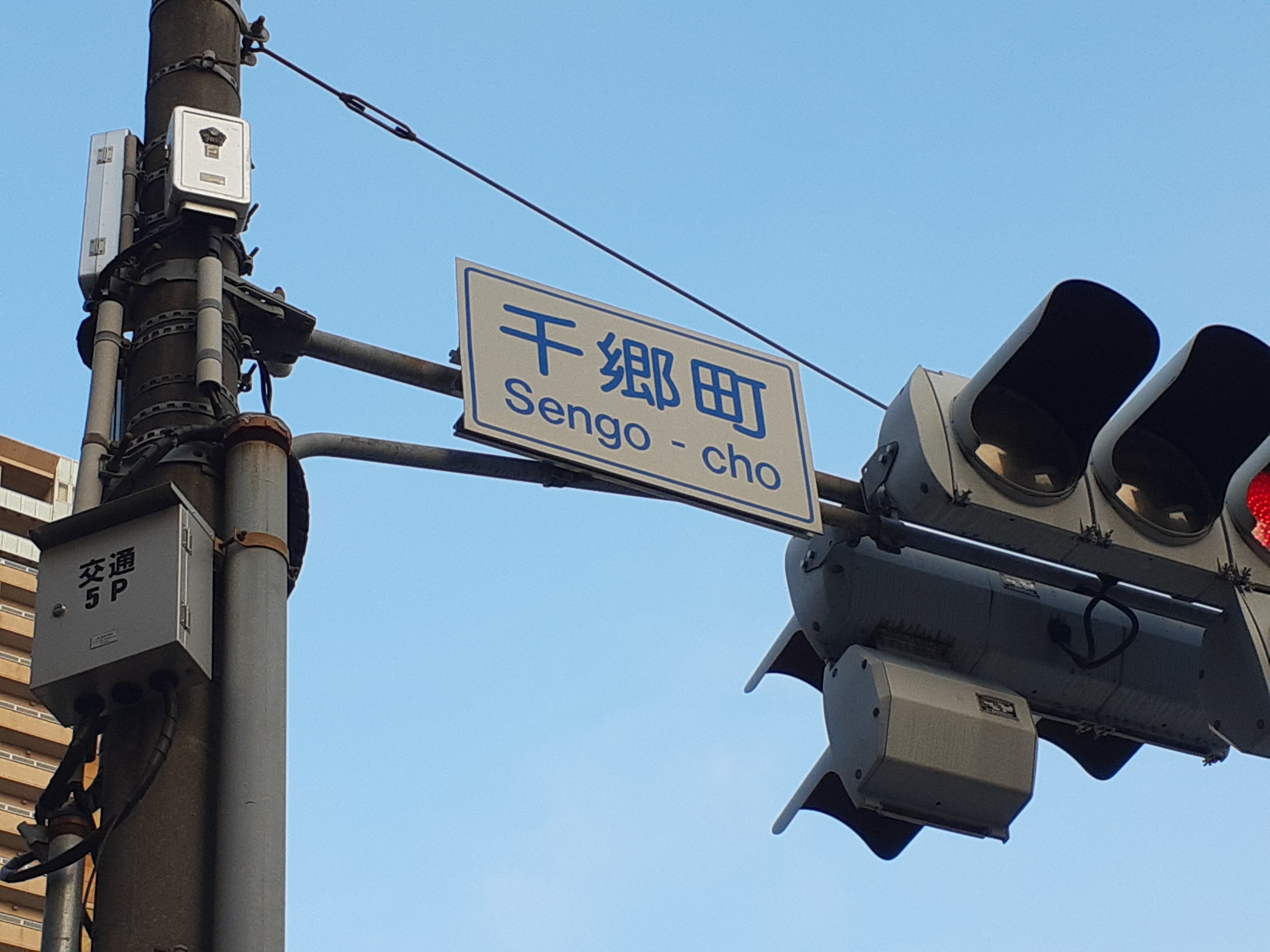
広小路通（県道60号）の千郷町交差点。本来の読みは「ちさとちょう」であるが、交差点の読みは「せんごうちょう」となっている。

- 広小路通（愛知県道60号名古屋長久手線）
- 名古屋市道千郷千早町線[5]